# نیروهای مسلح تاجیکستان
نیروهای مسلح جمهوری تاجیکستان (روسی: Вооружённые силы Таджикистана؛ تاجیکی: Қувваҳои Мусаллаҳи Ҷумҳурии Тоҷикистон، ت. «Quvvahoi Musallahi Jumhurii Tojikiston»)، همچنین معروف به ارتش ملی تاجیکستان (روسی: ВС Таджикистана؛ تاجیکی: Артиши миллии Тоҷикистон) ارتش ملی جمهوری تاجیکستان است. این نیروها شامل نیروی زمینی، نیروی هوابرد و نیروی هوایی، به همراه نیروهای نزدیک وابسته از جمله گارد ملی، نیروهای مرزی و نیروهای داخلی می‌باشد.

## تاریخچه

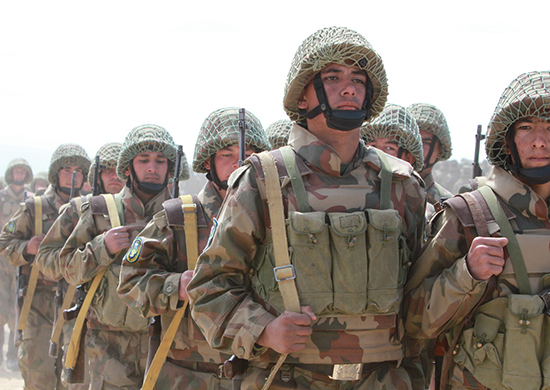
سربازان نیروی زمینی تاجیکستان

### پیشینه
برخلاف دیگر جمهوری‌های شوروی سابق در آسیای میانه، تاجیکستان نیروهای مسلح خود را بر اساس واحدهای شوروی سابق مستقر در قلمرو خود تشکیل نداد. در عوض، وزارت دفاع روسیه کنترل لشکر ۲۰۱ موتوریزه مستقر در دوشنبه را به دست گرفت. کنترل به سادگی از ستاد فرماندهی سابق ناحیه در تاشکند، که اکنون در ازبکستان مستقل قرار داشت، به مسکو منتقل شد. همچنین، یک گروه بزرگ از مرزبانان شوروی در تاجیکستان حضور داشتند که به نیرویی با افسران روسی و سربازان وظیفه تاجیک تبدیل شدند. برای مدتی طولانی، یک نیروی حافظ صلح CIS، که حول لشکر ۲۰۱ موتوریزه شکل گرفته بود، در این کشور مستقر بود.

### تأسیس و جنگ داخلی
در ۱۸ دسامبر ۱۹۹۲، امامعلی رحمان، رئیس شورای عالی تاجیکستان، قطعنامه‌ای «در مورد تأسیس نیروهای مسلح جمهوری تاجیکستان» را بر اساس جبهه مردمی و نیروهای حامی دولت مشروطه امضا کرد. جبهه مردمی دارای تشکیلات شبه‌نظامی بود که توسط رحمان نبی‌اف، رئیس‌جمهور پیشین، مسلح شده بودند. در ۲۳ فوریه ۱۹۹۳، اولین رژه نظامی شبه‌نظامیان جبهه مردمی در مرکز دوشنبه برگزار شد که از آن زمان به عنوان روز تشکیل ارتش در نظر گرفته می‌شود. به دلیل حضور نیروهای روسی در کشور و جنگ داخلی تاجیکستان، تاجیکستان تنها به طور رسمی در آوریل ۱۹۹۴ موجودیت نیروهای مسلح خود را قانونی کرد. در طول دهه ۱۹۹۰، نیروهای مسلح اغلب از ساختار فرماندهی ضعیف و انضباط پایین رنج می‌بردند و تجهیزات آنها به خوبی نگهداری نمی‌شد. فرار از خدمت سربازی و ترک خدمت رایج بود. با توجه به منشأ گروه‌های شبه‌نظامی پراکنده واحدهای ارتش، در اواخر سال ۱۹۹۵، تیپ‌های ۱ (به رهبری محمود خدایبردی‌یف) و ۱۱ (به رهبری فیضعلی سعیدوف) ارتش چندین بار با یکدیگر درگیر شدند و در ژوئن ۱۹۹۶ نیز درگیری بین تیپ واکنش سریع ارتش (که قبلاً تیپ محمود نامیده می‌شد) و گارد ریاست‌جمهوری دوباره شعله‌ور شد. سرهنگ خدایبردی‌یف، فرمانده تیپ واکنش سریع، در نتیجه این رویداد‌ها از فرماندهی برکنار شد.

### پس از جنگ داخلی تا به امروز
پس از پیمان سال ۱۹۹۷ بین دولت رحمان و اپوزیسیون متحد تاجیک، چندین واحد از این اپوزيسيون به ارتش ملی پیوستند و به برخی از باتجربه‌ترین واحدهای آن تبدیل شدند. واحدهای جبهه مردمی نیز در ارتش تاجیکستان ادغام شدند، اگرچه بسیاری از واحدها، مانند تیپ یکم، استقلال خود را حفظ کردند. مشاوران نظامی روسیه در همان سال کمیته‌ای را در وزارت دفاع تشکیل دادند که سیستم آموزش عملیاتی را در سراسر نیروهای مسلح ایجاد کرد.
در سال ۱۹۹۹، اولین رزمایش‌های نظامی نیروهای مسلح در پادگان ختلان برگزار شد. در سال ۲۰۰۱، مقررات نظامی معرفی شد. در اکتبر ۲۰۰۵، یک دکترین نظامی نیز معرفی شد.
در سپتامبر ۲۰۱۳، دولت روسیه به ارتش تاجیکستان تسلیحات و تجهیزات به ارزش ۲۰۰ میلیون دلار در ازای اجازه دادن به آنها برای ادامه استفاده از پایگاه ۲۰۱ اهدا کرد. در اواخر آوریل ۲۰۲۱، نیروهای ارتش با ارتش قرقیزستان در مرز قرقیزستان–تاجیکستان در نزدیکی کوکتاش درگیر شدند و از توپخانه سنگین استفاده کردند. دادستانی کل قرقیزستان در ۳۰ آوریل، نیروهای مسلح تاجیکستان را به حمله به این کشور و تصرف قلمرو حاکمیتی آن متهم کرد.
در ژوئیه، ارتش تاجیکستان بزرگترین رزمایش آموزشی خود را در واکنش به نزدیک شدن حمله طالبان به مرزهای خود برگزار کرد.
ایگور لیاکین-فرولوف، سفیر روسیه در تاجیکستان، گزارش داده است که در پایان سال ۲۰۲۱، مقادیر زیادی سخت‌افزار، تجهیزات، سلاح و مهمات نظامی روسیه به تاجیکستان تحویل داده شده است.

## دید کلی

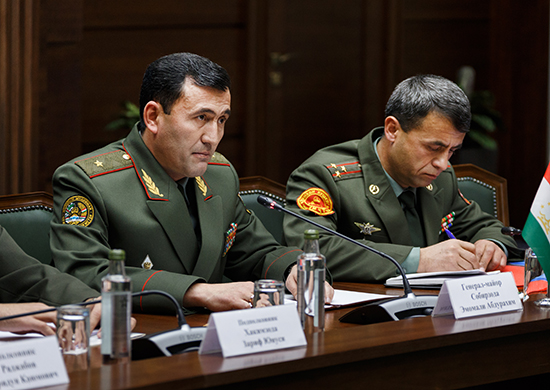
وزیر دفاع تاجیکستان امامعلی صابرزاده

### فرماندهی
شورای امنیت تاجیکستان به رئیس جمهور تاجیکستان در مسائل امنیت ملی مشورت می‌دهد. رئیس جمهور تاجیکستان به عنوان فرمانده کل قوا، حق استفاده از مرکز مدیریت نیروهای مسلح (افتتاح‌شده در روز ارتش ملی در ۲۰۱۸) را دارد، که به عنوان مرکز فرماندهی نظامی اصلی برای رئیس جمهور، مشابه نیروهای مسلح روسیه مرکز مدیریت دفاع ملی عمل می‌کند.
بدنه اصلی فرماندهی و کنترل عملیاتی نیروها، ستاد کل است که مسئولیت توسعه طرح‌های بسیج و پیشنهادات مربوط به دکترین نظامی جمهوری را بر عهده دارد. طرح استقرار نیروها نیز توسط ستاد کل با توافق دولت تهیه می‌شود.

### پرسنل

#### آموزش نظامی

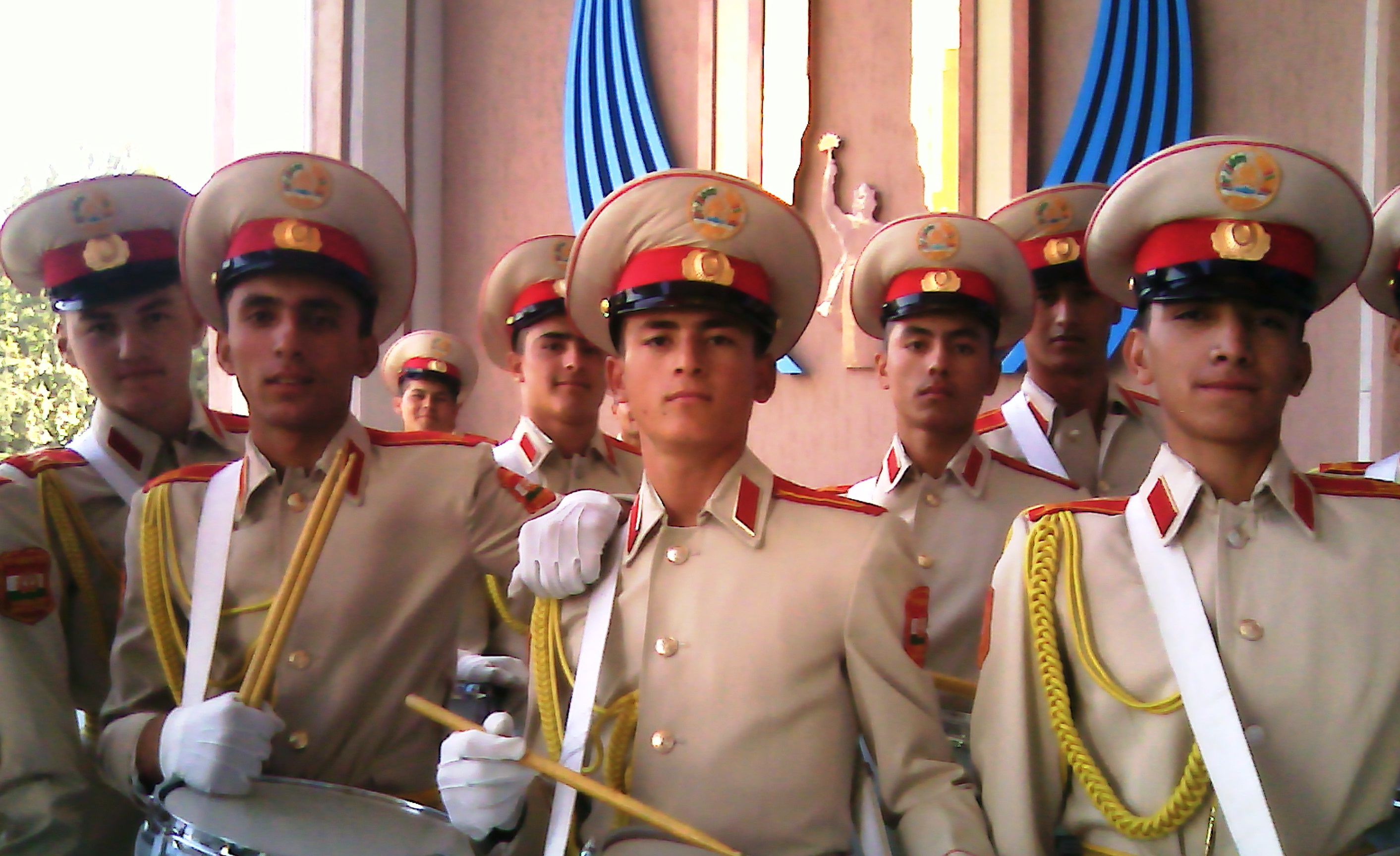
اعضای گروه موزیک دانشکده نظامی.

روسیه حمایت زیادی در جهت ایجاد ارتش ملی ارائه کرد و پرسنل فرماندهی و مهندسی را آموزش داد. یک مؤسسه آموزش عالی نظامی در تاجیکستان ایجاد شد. با وجود بودجه زیاد و آموزش کافی پرسنل، ارتش ملی هنوز از یک خدمت حرفه‌ای فاصله زیادی داشت. در حال حاضر، بیش از ۱۰۰ دانشجوی نظامی تاجیک در آکادمی دفاع ملی و آکادمی نظامی هند در هند آموزش دیده‌اند. تاجیک‌ها همچنین در قزاقستان، آذربایجان، چین، پاکستان و جمهوری چک برای تحصیل، بازآموزی و بهبود مهارت‌های حرفه‌ای خود تحصیل می‌کنند.
مؤسسات آموزش عالی نظامی زیرمجموعه وزارت دفاع و/یا سایر مؤسسات نظامی‌شده عبارتند از:
- دانشکده نظامی وزارت دفاع تاجیکستان
- آکادمی وزارت امور داخله تاجیکستان
- آکادمی نیروهای مرزی

دانشکده‌های نظامی در نیروهای مسلح فعالیت می‌کنند:
- دانشکده نظامی دانشگاه ملی تاجیکستان[۲۳]
- گروه پزشکی نظامی دانشگاه دولتی پزشکی تاجیکستان ابوعلی سینا

مورد زیر برای افسران میانی است:
- مرکز آموزش ملی قراتاق – تأسیس‌شده در سال ۲۰۱۰ با کمک آمریکا.[۲۴][۲۵][۲۶] این مرکز در حدود ۳۰ مایلی پایتخت واقع شده و توسط گارد ملی تاجیکستان اداره می‌شود.[۲۷]
- مرکز آموزش نیروهای مرزی
- مرکز آموزشی "پایتخت"
- مرکز آموزش گارد ملی

مؤسسات متوسطه:
- دانشکده نظامی مستی‌بک تاش‌محمدوف وزارت دفاع تاجیکستان
- کوروش بزرگ دبیرستان نظامی نیروهای مرزی

#### آموزش پرسنل و سربازگیری
مردان تاجیک بین ۱۸ تا ۲۷ سالگی واجد شرایط خدمت در نیروهای مسلح هستند و انتظار می‌رود تا دو سال خدمت کنند. کارمندان دولت مانند معلمان از اوایل دهه ۲۰۰۰ از سربازی معاف بوده‌اند. نیروهای مسلح سالانه دو دوره آموزشی دارند.

### مناطق منطقه‌ای
ارتش ملی دارای پنج منطقه دفاعی سرزمینی (تاجیکی: минтақаи мурофиавии ҳудудии) است که بین ولایت‌های تاجیکستان و دوشنبه تقسیم شده‌اند:
- منطقه دفاعی سرزمینی ختلان
- منطقه دفاعی سرزمینی نواحی تابع جمهوری
- منطقه دفاعی سرزمینی سغد
- منطقه دفاعی سرزمینی دوشنبه
- منطقه دفاعی سرزمینی بدخشان کوهستانی

آنها توسط استانداران منتخب خود رهبری می‌شوند.

### تسهیلات
- میدان آموزشی فخرآباد
- مرکز آموزشی چوروخ-دایران
- میدان آموزشی نورافشان[۳۰] (نزدیک شهر اسفره و حومه سغد)[۳۱]
- پایگاه نظامی مومیرک

### عدالت نظامی
دادگاه‌های نظامی توسط وزارت دفاع و گارد ملی اداره می‌شوند. آنها بر اساس تقسیمات سرزمینی در محل پادگان‌ها تأسیس می‌شوند. فعالیت آنها با هدف حمایت از حقوق و آزادی‌های نظامیان و همچنین منافع واحدهای نظامی است. دادگاه نظامی متشکل از رئیس، معاون رئیس، قضات و نمایندگان مردم است.

### نشان‌های نظامی
- نشان مرزبان دلاور تاجیکستان
- نشان «۱۵ سال خدمت بی‌عیب و نقص»
- نشان «۵ سال نیروهای مسلح جمهوری تاجیکستان»[۳۳]
- نشان «۱۰ سال نیروهای مسلح جمهوری تاجیکستان»
- نشان «۱۵ سال نیروهای مسلح جمهوری تاجیکستان»
- نشان «۵ سال گارد ریاست جمهوری»

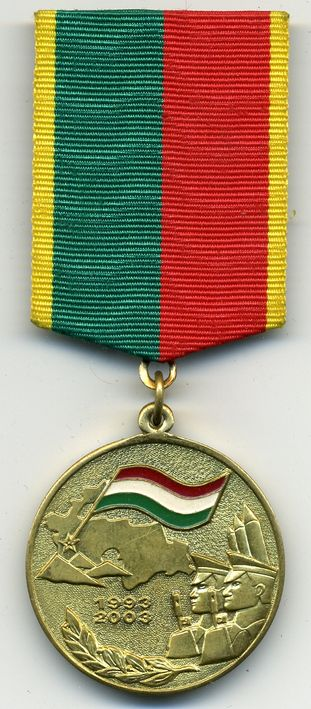
نشان «۱۰ سال نیروهای مسلح تاجیکستان»
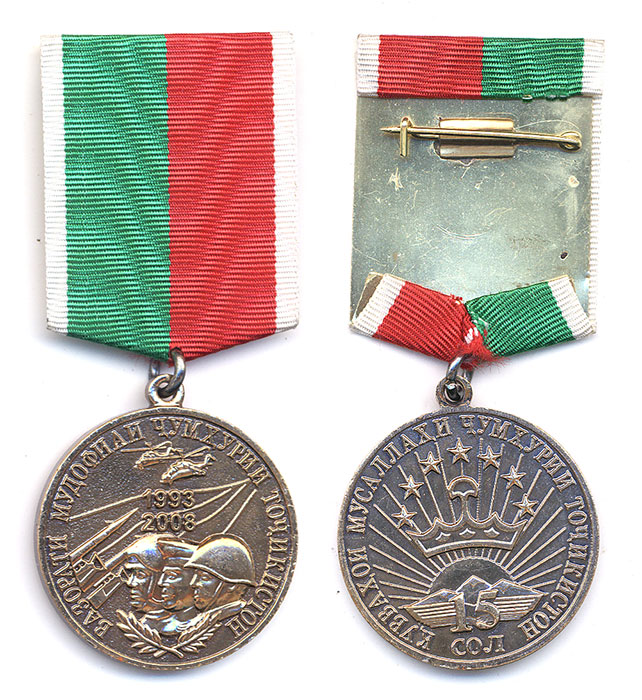
نشان «۱۵ سال نیروهای مسلح تاجیکستان»
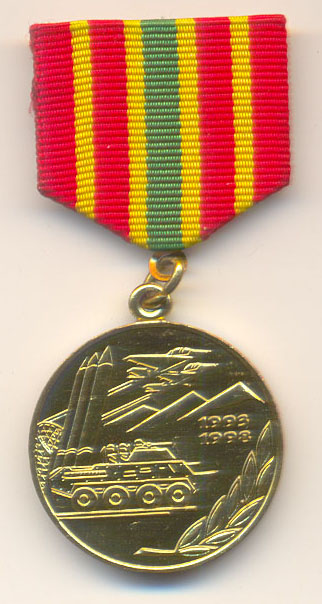
نشان «۵ سال نیروهای مسلح تاجیکستان»

## شاخه‌ها

### ارتش

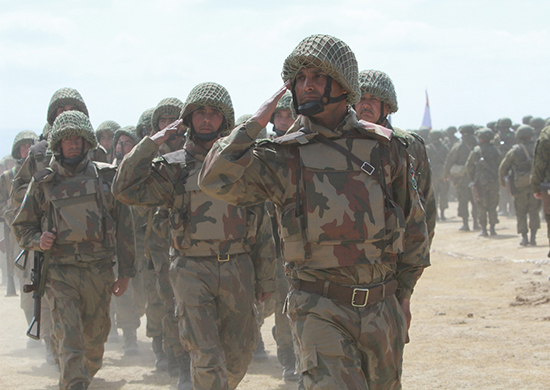
اعضای ارتش ملی تاجیکستان

در طول جنگ داخلی تاجیکستان در سال‌های ۱۹۹۲ تا ۱۹۹۳، دولت روسیه حدود ۲۲٬۰۰۰ تا ۲۵٬۰۰۰ سرباز در تاجیکستان مستقر کرده بود تا به عنوان بخشی از یک توافقنامه دفاعی به تاجیکستان کمک کند. غالباً تصور می‌شد که این جنگ توسط بنیادگرایان اسلامی آغاز شده است، اما دقیق‌تر آن است که بگوییم جنگی بین طوایف منطقه‌ای و گروه‌های قومی بود.
در اواسط دهه ۱۹۹۰، تعداد ارتش ملی به حدود ۳٬۰۰۰ نفر رسید. اکثریت افسران روسی بودند که بیشتر آنها از کهنه سربازان جنگ در افغانستان بودند. وزارت دفاع روسیه به ارائه پشتیبانی مادی از ارتش ملی ادامه داد. ایجاد نیروی نظامی خود برای ارتش به ویژه دشوار بود زیرا بسیاری از تاجیک‌ها به دلیل دستمزد بالاتر ترجیح می‌دادند در ارتش روسیه خدمت کنند. به دلیل مخالفت نظامی در کشور، رژیم بزرگترین ساختار نظامی را در منطقه آسیای مرکزی داشت. تا سال ۱۹۹۷، تاجیکستان دارای دو تیپ تفنگ موتوریزه (یکی از آنها تیپ آموزشی است)، یک تیپ و یک گردان عملیات ویژه (که همه در درجه اول برای حفاظت از رژیم حاکم در نظر گرفته شده بودند) و یک اسکادران هوایی ترکیبی بود. تاجیکستان همچنین مجموعه اساسی از واحدها و زیرواحدها را داشت که پشتیبانی عملیاتی، فنی و لجستیکی را فراهم می‌کردند.

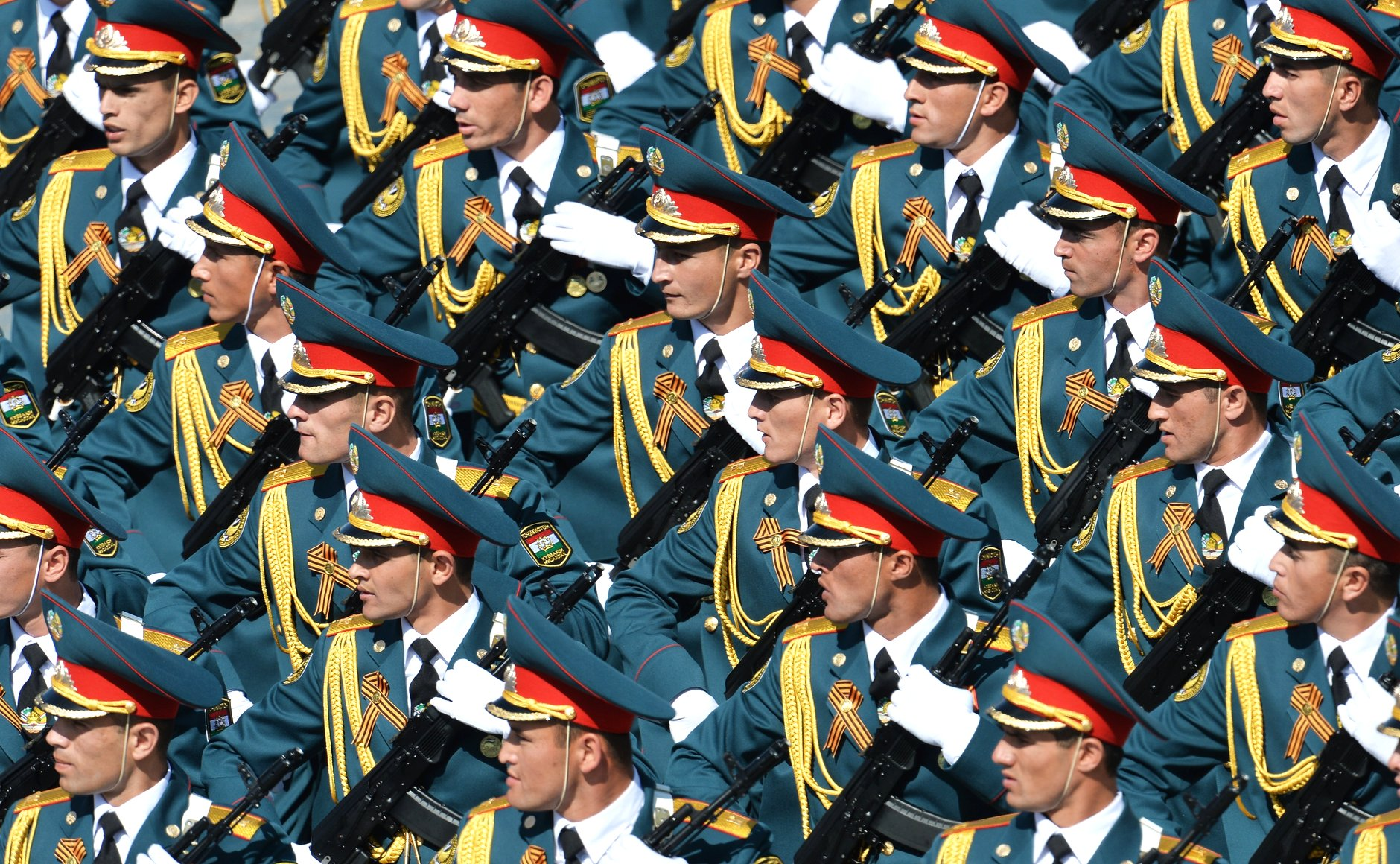
یگانی از ارتش تاجیکستان در رژه روز پیروزی مسکو در سال ۲۰۱۵، ۹ مه ۲۰۱۵

ارتش تاجیکستان در سال ۲۰۰۷ دارای دو تیپ تفنگ موتوریزه، یک تیپ کوهستانی، یک تیپ توپخانه، یک تیپ حمله هوابرد، یک گردان حمله هوابرد و یک هنگ موشکی زمین به هوا بود.

### نیروی هوایی
در طول دهه ۱۹۹۰، ارتش نیروی هوایی نداشت و برای دفاع هوایی به نیروی هوایی روسیه متکی بود، با این حال، دولت قصد داشت یک اسکادران هوایی ایجاد کند. در سال ۲۰۰۷، نیروی هوایی دارای ۸۰۰ سرباز و ۱۲ هلیکوپتر بود. ساختار سازمانی نیروی هوایی ناشناخته است. حریم هوایی تاجیکستان توسط نیروی هوایی روسیه گشت‌زنی می‌شود.
نیروی هوایی تاجیکستان همچنان کوچک است زیرا دوشنبه انتظار حمله هوایی به تاجیکستان را ندارد و واحدهای نیروی هوایی روسیه در حصار در تاجیکستان و سایر واحدهای روسی مشابه در قزاقستان هرگونه حمله را شناسایی خواهند کرد. تاجیکستان همچنین به عنوان بخشی از سیستم دفاع هوایی مشترک کشورهای مستقل مشترک‌المنافع توسط هواپیماهای روسی گشت‌زنی می‌شود. نیروی هوایی بیشتر برای مأموریت‌های جستجو و نجات، حمل و نقل و حملات گاه به گاه به گروه‌های شبه‌نظامی استفاده می‌شود.
دولت برای تأمین مالی به بودجه خارجی اندک متکی بود. در فوریه ۲۰۱۳، رژه بیستمین سالگرد روز نیروهای مسلح در دوشنبه برگزار شد که به مناسبت تأسیس نیروهای مسلح بود. در طول این رژه، ۲۰ هلیکوپتر بر فراز شهر پرواز کردند. هند توافقی انجام داد که بر اساس آن نیروهای هوایی تاجیکستان و روسیه یک پایگاه هوایی را به اشتراک می‌گذارند. این پایگاه به طور مشترک توسط پرسنل هندی، تاجیک و روسی فرماندهی می‌شود که به طور دوره‌ای واحدهای خود را در آنجا جابجا می‌کنند.

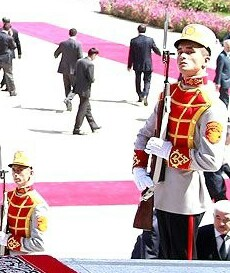
یک عضو گارد ملی ریاست جمهوری.

به دلیل جنگ داخلی، توسعه نیروی هوایی کند بود. اولین تجهیزاتی که رسید ۱۰ فروند MI-8MTB و ۵ فروند MI-24 در سال ۱۹۹۳ مستقر در دوشنبه بودند. اولین هواپیماهای ترابری AN-24(?) و AN-26(?) در سال ۱۹۹۶ تأمین شدند. طرحی از دهه ۱۹۹۰ برای خرید SU-25 از بلاروس برای تشکیل یک اسکادران تهاجمی محقق نشد. با این حال، مسکو در سال‌های ۲۰۰۶–۲۰۰۷ با دادن شش فروند هلیکوپتر تهاجمی میل می-۸ و میل می-۲۴ به تقویت ناوگان هلیکوپتری تاجیکستان کمک کرد. همچنین چهار فروند L-39 آلباتروس نیز ارائه کرد.
در ۶ اکتبر ۲۰۱۰، یک فروند هلیکوپتر نظامی میل می-۸ از گارد ملی تاجیکستان در دره رشت نزدیک ازگند و تاویل‌دره سقوط کرد. این هلیکوپتر هنگام تلاش برای فرود به خطوط برق برخورد کرد. هلیکوپتر آتش گرفت و بدون بازمانده سقوط کرد. این مرگبارترین حادثه در هوانوردی تاجیکستان از سال ۱۹۹۷ تاکنون است.

### نیروهای سیار
نیروهای سیار، نیروهای هوابرد نیروهای مسلح هستند. نیروهای سیار که مشابه نیروهای هوابرد روسیه هستند و با آنها تمرین می‌کنند، بدون افزایش پرسنل نظامی و با انتقال یک واحد از ارتش ملی ایجاد شدند. اگرچه آنها چترباز نامیده می‌شوند، اما نیروهای سیار اغلب با هلیکوپتر مستقر می‌شوند، زیرا نیروی هوایی تاجیکستان هواپیماهای کمی دارد. در ۴ اوت ۲۰۰۷، وزارت دفاع روز چترباز را برای تجلیل از نیروهای سیار ایجاد کرد.

## نیروهای امنیتی

### گارد ملی

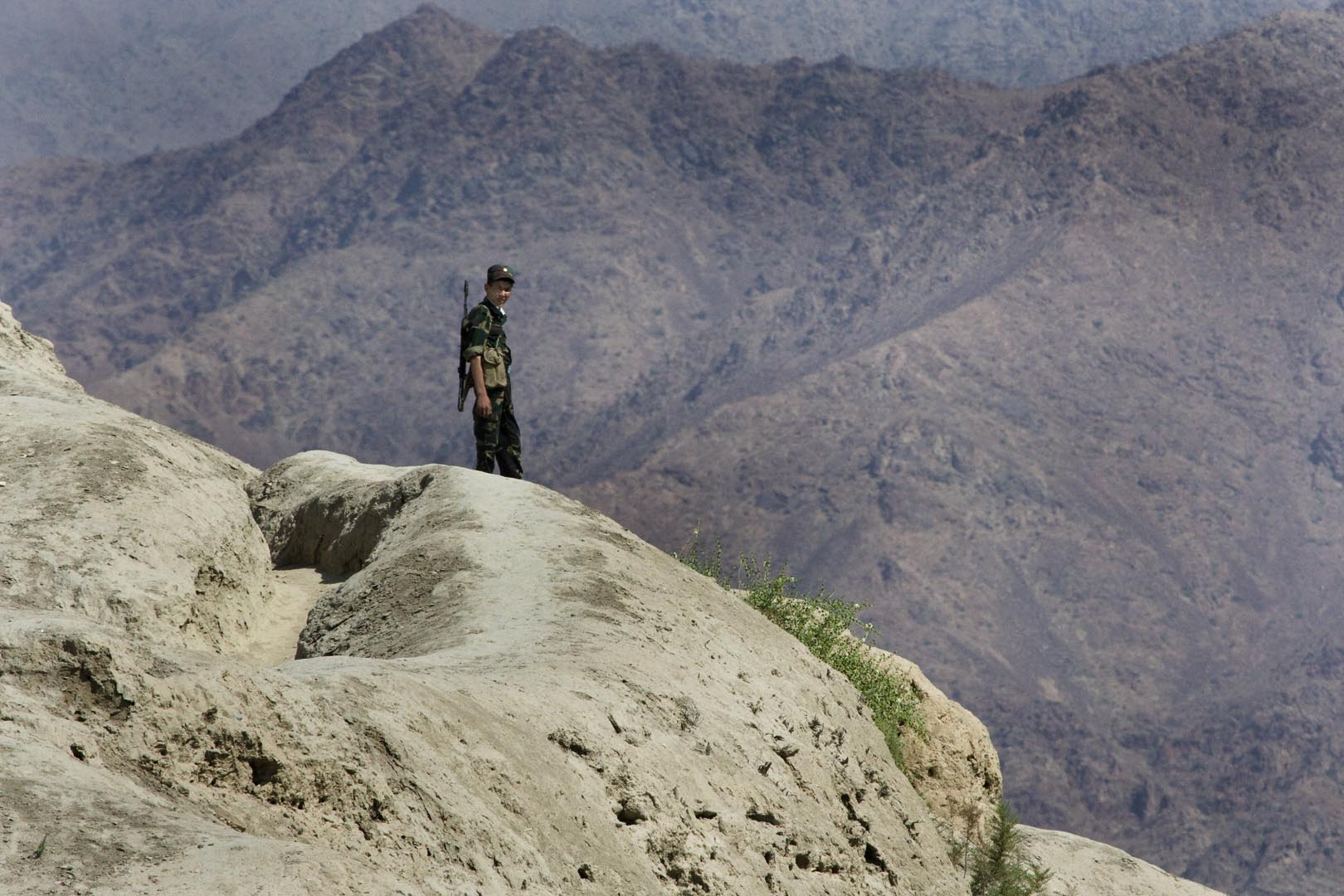
یک مرزبان.

گارد ملی تاجیکستان یک نیروی ضربت ویژه تحت فرماندهی مستقیم رئیس جمهور تاجیکستان است. این نیرو که در ۴ دسامبر ۱۹۹۲ تشکیل شد، در اصل یک واحد نیروهای ویژه بود که در شانزدهمین جلسه شورای عالی تاجیکستان تحت وزارت کشور تاجیکستان به عنوان تیپ مأموریت ویژه شناخته می‌شد. این گارد در سال‌های نخستین خود آزمایش‌های جدی را پشت سر گذاشت که اعتماد رئیس جمهور و مردم را جلب کرد. به همین دلیل رئیس جمهور آن را از مأموریت ویژه به گارد ملی ریاست جمهوری تغییر داد.
وظیفه اصلی آنها تأمین ایمنی و امنیت عمومی است. ظرف دو سال، چهار واحد دیگر در شهرهای چکالوفسک، کالینین و آبگرم تشکیل شد. آنها ساختاری مشابه سایر ارتش داشتند. شایان ذکر است صداقتی که گارد ملی از خود نشان داده است. نیروی واکنش سریع، که به تیپ یکم نیز معروف است، تحت فرماندهی سرهنگ محمود خدایبردیف، به عنوان بخشی از گارد و ارتش منظم در جنگ داخلی تاجیکستان شرکت کرد. سرهنگ و افرادش به ازبکستان گریختند. در ۲۶ ژانویه ۲۰۰۴، گارد ریاست جمهوری به گارد ملی تغییر یافت.

### نیروهای مرزی

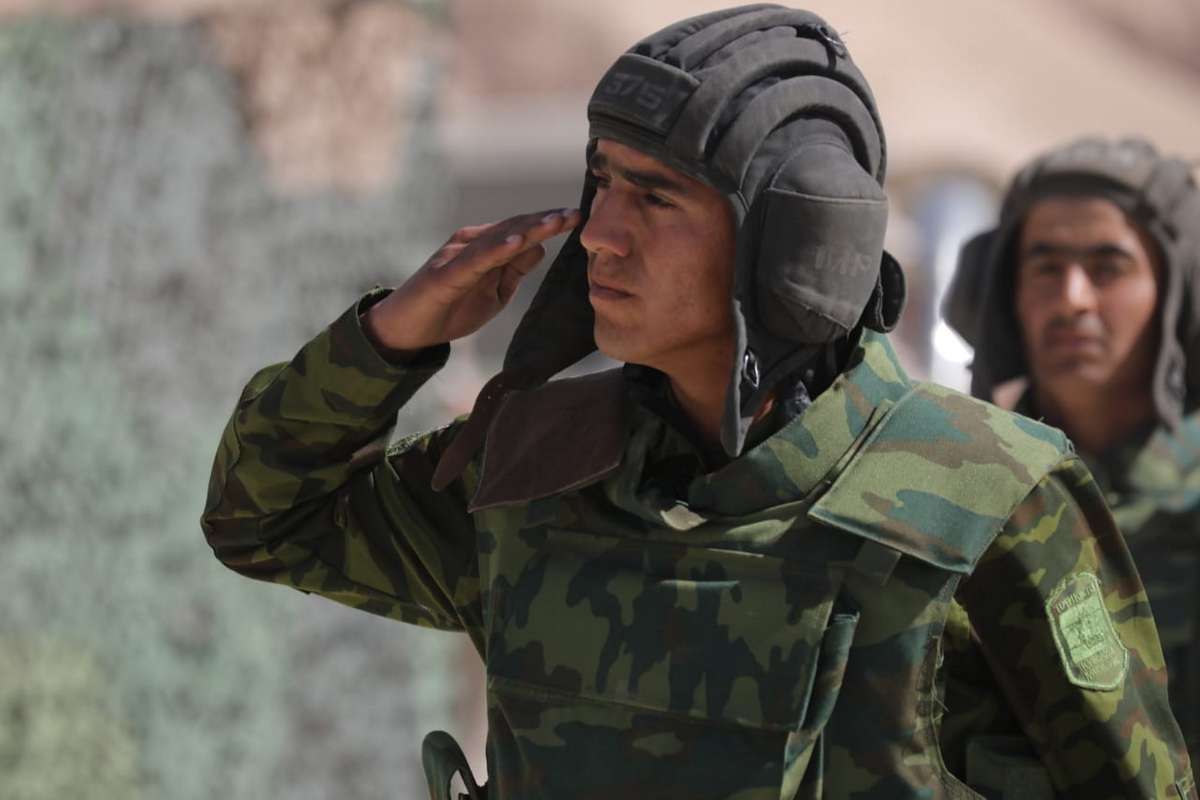
یک تانک‌سوار ارتش تاجیکستان.

نیروهای مرزی تاجیکستان مسئول امنیت مرزها هستند و اغلب با پلیس مرزی افغانستان همکاری می‌کنند. توسعه گارد مرزی توسط سازمان امنیت و همکاری اروپا نظارت می‌شود. یک آکادمی نیروهای مرزی در دوشنبه واقع شده است، در حالی که یک مرکز آموزش نیروهای مرزی در جنوب، در ناحیه رودکی قرار دارد. در سال ۲۰۱۱، نیروهای مرزی به همراه ارتش ملی و نیروهای متحرک، در یک رزمایش مشترک با قرقیزستان در مرز قرقیزستان و تاجیکستان شرکت کردند. این عملیات شامل از بین بردن دو گروه تروریستی مهاجم بود.

### نیروهای داخلی
نیروهای داخلی که سند تأسیس آنها در ۲۸ دسامبر ۱۹۹۳ تصویب شد، وظیفه امنیت دولتی را بر عهده دارند و تحت نظر وزارت کشور فعالیت می‌کنند. آنها همچنین به عنوان نیروی ذخیره برای ارتش عمل می‌کنند و مشابه گارد ملی هستند. آنها ساختاری مشابه ارتش دارند.

### کمیته موقعیت‌های اضطراری و دفاع مدنی
کمیته موقعیت‌های اضطراری و دفاع مدنی وزارت اضطراری و دفاع مدنی تاجیکستان است. این وزارتخانه مجاز به تصمیم‌گیری در مورد حفاظت از جمعیت/قلمرو تاجیکستان در برابر بلایای طبیعی و سایر فرآیندهای زمین‌شناسی است.

## تجهیزات

### سلاح‌های پیاده نظام
| سلاح‌های سبک | سلاح‌های سبک        | سلاح‌های سبک         | سلاح‌های سبک    | سلاح‌های سبک |
| نام         | مبدأ               | نوع                 | کالیبر         | یادداشت‌ها   |
| ----------- | ------------------ | ------------------- | -------------- | ----------- |
| Makarov PM  | اتحاد جماهیر شوروی | پیستول نیمه‌اتوماتیک | ۹×۱۸mm ماکاروف | [ ۴۲ ]      |
| PSM         | اتحاد جماهیر شوروی | پیستول نیمه‌اتوماتیک | ۵٫۴۵×۱۸mm      | [ ۴۲ ]      |
| AKM         | اتحاد جماهیر شوروی | تفنگ تهاجمی         | ۷٫۶۲×۳۹mm      | [ ۴۲ ]      |
| AK-74       | اتحاد جماهیر شوروی | تفنگ تهاجمی         | ۵٫۴۵×۳۹mm      | [ ۴۲ ]      |
| AKS-74U     | اتحاد جماهیر شوروی | کارابین تهاجمی      | ۵٫۴۵×۳۹mm      | [ ۴۲ ]      |
| Type 56     | چین                | تفنگ تهاجمی         | ۷٫۶۲×۳۹mm      | [ ۴۳ ]      |
| SVD         | اتحاد جماهیر شوروی | تفنگ تک‌تیراندازی    | ۷٫۶۲×۵۴mmR     | [ ۴۲ ]      |
| LR2         | چین                | تفنگ ضد زره         | ۱۲٫۷×۱۰۸mm     | [ ۴۳ ]      |
| PK          | اتحاد جماهیر شوروی | مسلسل چندمنظوره     | ۷٫۶۲×۵۴mmR     | [ ۴۲ ]      |
| DShK        | اتحاد جماهیر شوروی | مسلسل سنگین         | ۱۲٫۷×۱۰۸mm     | [ ۴۳ ]      |
| NSV         | اتحاد جماهیر شوروی | مسلسل سنگین         | ۱۲٫۷×۱۰۸mm     | [ ۴۲ ]      |
| W85         | چین                | مسلسل سنگین         | ۱۲٫۷×۱۰۸mm     | [ ۴۳ ]      |
| RPG-7       | اتحاد جماهیر شوروی | نارنجک‌انداز راکتی   | ۴۰ mm          | [ ۴۲ ]      |

### خودروها و توپخانه
| خودروها             | خودروها                 | خودروها                             | خودروها                 | خودروها | خودروها                                 |
| نام                 | مبدأ                    | نوع                                 | مدل                     | تعداد   | یادداشت‌ها                               |
| ------------------- | ----------------------- | ----------------------------------- | ----------------------- | ------- | --------------------------------------- |
| T-72                | اتحاد جماهیر شورویروسیه | تانک اصلی میدان نبرد                | T-72 اورال/آ/آو/بT-72B1 | ۲۸۳     |                                         |
| T-62                | اتحاد جماهیر شوروی      | تانک اصلی میدان نبرد                | T-62AV/AM               | ۷       |                                         |
| BRDM-2              | اتحاد جماهیر شوروی      | خودروی شناسایی                      | BRDM-2BRDM-2M           | ۹۲۲     |                                         |
| BMP-1               | اتحاد جماهیر شوروی      | خودروی جنگی پیاده نظام              |                         | ۸       |                                         |
| BMP-2               | اتحاد جماهیر شوروی      | خودروی جنگی پیاده نظام              |                         | ۱۵      |                                         |
| BTR-60              | اتحاد جماهیر شوروی      | خودروی زره‌پوش ترابری نفربر          |                         |         | ۲۳ دستگاه BTR-60/70/80 تا سال ۲۰۲۴.     |
| BTR-70              | اتحاد جماهیر شوروی      | خودروی زره‌پوش ترابری نفربر          |                         |         | ۲۳ دستگاه BTR-60/70/80 تا سال ۲۰۲۴.     |
| BTR-80              | اتحاد جماهیر شوروی      | خودروی زره‌پوش ترابری نفربر          |                         |         | ۲۳ دستگاه BTR-60/70/80 تا سال ۲۰۲۴.     |
| VP11                | چین                     | خودروی مقاوم در برابر کمین و انفجار |                         | ۱۳      | مورد استفاده توسط پلیس نظامی تاجیکستان. |
| CS/VN3              | چین                     | خودروی چندمنظوره                    |                         | ۲۴      |                                         |
| Dongfeng EQ2050     | چین                     | خودروی چندمنظوره                    |                         |         | مورد استفاده توسط تیپ هفتم تهاجم هوایی. |
| Tigr                | روسیه                   | خودروی چندمنظوره                    |                         |         | [ ۴۴ ]                                  |
| Shaanxi Baoji Tiger | چین                     | خودروی چندمنظوره                    |                         |         | [ ۴۳ ]                                  |

| توپخانه         | توپخانه            | توپخانه             | توپخانه | توپخانه | توپخانه   |
| نام             | مبدأ               | نوع                 | کالیبر  | تعداد   | یادداشت‌ها |
| --------------- | ------------------ | ------------------- | ------- | ------- | --------- |
| 2S1 Gvozdika    | اتحاد جماهیر شوروی | هویتزر خودکششی      | ۱۲۲ mm  | ۳       |           |
| D-30            | اتحاد جماهیر شوروی | هویتزر              | ۱۲۲ mm  | ۱۳      |           |
| BM-21           | اتحاد جماهیر شوروی | راکت‌انداز چندگانه   | ۱۲۲ mm  | ۱۴      |           |
| TOS-1A          | روسیه              | راکت‌انداز چندگانه   | ۲۲۰ mm  | تعدادی  |           |
| DongFeng CS/SS4 | چین                | خمپاره‌انداز خودکششی | ۸۲ mm   |         | [ ۴۴ ]    |
| 82-BM-37        | اتحاد جماهیر شوروی | خمپاره              | ۸۲ mm   |         | [ ۴۲ ]    |
| 120-PM-43       | اتحاد جماهیر شوروی | خمپاره              | ۱۲۰ mm  | ۱۰      | [ ۴۲ ]    |

### پدافند هوایی
| موشک‌های زمین به هوا | موشک‌های زمین به هوا | موشک‌های زمین به هوا                   | موشک‌های زمین به هوا | موشک‌های زمین به هوا          |
| نام                 | مبدأ                | نوع                                   | تعداد               | یادداشت‌ها                    |
| ------------------- | ------------------- | ------------------------------------- | ------------------- | ---------------------------- |
| S-125 Pechora-2M    | روسیه               | میان‌برد                               | ۳                   | نامگذاری ناتو: RS-SA-26      |
| S-125M1 Neva-M1     | روسیه               | کوتاه‌برد                              | ۵                   | نامگذاری ناتو: RS-SA-3 Goa   |
| 9K32 Strela-2       | اتحاد جماهیر شوروی  | سامانه دفاع هوایی قابل حمل توسط انسان |                     | نامگذاری ناتو: RS-SA-7 Grail |

| توپ‌های ضدهوایی | توپ‌های ضدهوایی     | توپ‌های ضدهوایی | توپ‌های ضدهوایی | توپ‌های ضدهوایی |
| نام            | مبدأ               | کالیبر         | تعداد          | یادداشت‌ها      |
| -------------- | ------------------ | -------------- | -------------- | -------------- |
| BTR-ZD         | اتحاد جماهیر شوروی | ۲۳ mm          | ۸              |                |
| ZU-23M1        | روسیه              | ۲۳ mm          |                | [ ۴۴ ]         |

## نیروهای خارجی
افزون بر ارتش تاجیکستان، نیروهای خارجی قابل توجهی نیز در این کشور حضور دارند که عمدتاً شامل پایگاه نظامی ۲۰۱ روسیه از نیروهای مسلح فدراسیون روسیه می‌شوند. تا سال ۲۰۲۱، پنج هزار سرباز روسی در پایگاه نظامی ۲۰۱ مستقر بودند. در این پایگاه، چهل دستگاه تی-۷۲بی۱، شصت دستگاه BMP-۲، هشتاد دستگاه BTR-۸۲A، چهل دستگاه MT-LB، هجده دستگاه ۲اس۱ گووزدیکا، سی و شش دستگاه ۲اس۳ آکاتسیا، شش دستگاه ۲اس۱۲ سانی و دوازده دستگاه ۹پی۱۴۰ اوراگان مستقر هستند. یک اسکادران هلیکوپتر متشکل از چهار فروند می-۲۴پی هایند، چهار فروند می-۸ام‌تی‌وی هیپ و دو فروند می-۸ام‌تی‌وی-۵-۱ هیپ نیز در این پایگاه مستقر است. روسیه ادعا می‌کند که پس از تصرف افغانستان توسط طالبان، تانک‌ها و خودروهای زرهی بیشتری را تا پایان سال ۲۰۲۱ برای تقویت نیروهای خود در تاجیکستان ارسال خواهد کرد. کشور دیگری که حضور نظامی در تاجیکستان دارد، فرانسه است که پیشتر گروه ترابری عملیاتی نیروی هوایی فرانسه را در این کشور مستقر کرده بود. این گروه برای پشتیبانی از نیروهای فرانسوی در افغانستان طراحی شده بود و از سال ۲۰۰۲ فعالیت می‌کرد. در سال ۲۰۰۵، دو فروند هواپیمای ترابری نظامی فرانسه و حدود ۱۵۰ تکنسین/سرباز در فرودگاه بین‌المللی دوشنبه مستقر شدند. فرانسه به دلیل توافقنامه همکاری دوجانبه امضا شده توسط روسای جمهور رحمان و نیکولا سارکوزی از این فضا به صورت رایگان استفاده می‌کرد. خروج این نیروها در آوریل ۲۰۱۳ آغاز شد.
در سال ۲۰۱۰، هند در بازسازی چند میلیون دلاری پایگاه هوایی عینی مربوط به دوران شوروی در نزدیکی پایتخت تاجیکستان شرکت کرد. تکمیل کار بازسازی این پایگاه با یک رژه نظامی و بازدید رئیس جمهور رحمان مشخص شد. پایگاه هوایی فرخار مستقیماً توسط نیروی هوایی هند اداره می‌شود و اولین پایگاه نظامی این کشور در خارج از قلمرو آن است. در سال ۲۰۰۳، رئیس جمهور پاکستان پرویز مشرف نگرانی‌های خود را به دولت تاجیکستان در مورد این واقعیت که هواپیماهای هندی که از این پایگاه می‌آیند می‌توانند در عرض چند دقیقه به مرز با پاکستان برسند، ابراز کرد. دولت ایالات متحده آمریکا تصمیم گرفته است که پس از خروج نیروهای آیساف از افغانستان، تجهیزاتی به ارزش ده‌ها میلیون دلار به ارتش تاجیکستان داده شود، زیرا ارتش ملی افغانستان با طالبان ارتباط دارد و پایدار نیست.
همکاری نظامی تاجیکستان و پاکستان در سال ۲۰۰۹ آغاز شد.
روابط بین ایران و تاجیکستان از سال ۲۰۲۰ پیشرفت چشمگیری داشته است. در ۲۷ اردیبهشت ۱۴۰۱ (۱۷ مه ۲۰۲۲)، ایران یک کارخانه تولید پهپاد در کشور همسایه تاجیکستان افتتاح کرد.